# Georgy Flyorov
Georgy Nikolayevich Flyorov (em russo:  Гео́ргий Никола́евич Флёров, também registrado como Georgii Nikolayevich Flerov; Rostov do Don, 2 de março de 1913 — Moscou, 19 de novembro de 1990) foi um físico nuclear soviético.
Em 2012 foi homenageado com o epônimo fleróvio.